# غلاواكوس
الغلاواكوس هو أحد المخلوقات المخيفة من مجموعة المخلوقات الأسطورية المعروفة في التراث الشعبي وتقاليد الحطابين في القرن التاسع عشر وأوائل القرن العشرين في أمريكا الشمالية.
وصف الغلاواكوس بأن شكله يجمع بين الدب والنمر والأسد. شوهد عام 1939 في غلاستونبيري في كونيكتيكت، وشوهد مرة أخرى في فريزلبيرغ في ماساتشوستس، حيث يقال أنه كان يهاجم القطعان.